# Johann Ewald
 Ikke at forveksle med Johannes Ewald.
Johann (von) Ewald (født 30. marts 1744 i Kassel, død 25. juni 1813 på et landsted i nærheden af Kiel) var en tysk officer, som kom i den danske konges tjeneste. Han var far til Carl Ewald og farfar til H.F. Ewald.
Ewalds fader var regnskabsfører ved overpostamtet; moderen var født Breithaupt. Fra den tidligste barndom stod hans hu til krigerstanden, og 1760 lykkedes det ham at blive frikorporal i det hessiske infanteriregiment Gilsa, i hvilket han deltog i resten af syvårskrigen og udnævntes til officer. 1770 mistede han i en ungdommelig duel med en af sine gode venner sit venstre øje og måtte udholde et langt sygeleje. Under dette studerede han ivrig krigskunstens teori, navnlig den del deraf, der omhandler den taktiske føring af tropperne, og ligesom disse studier strax satte frugt i et den regerende landgreve tilegnet lille skrift om detachementskrigen, hvilket 1774 indbragte ham kaptajns udnævnelse, således kom de i virkeligheden til at danne det bestemmende grundlag for retningen af Ewalds hele militære udvikling.
I 1776 drog Ewald som chef for et jægerkompagni i et af England hvervet hessisk troppekorps til Amerika og viste sig her under kampen mod fristaterne ved gentagne lejligheder som en tapper og kløgtig fører. 1781 blev han fangen ved Yorktowns kapitulation, udvexledes kort før fredsslutningen og vendte 1784, hædret med smigrende anerkendelse af de engelske generaler og med den hessiske orden pour la vertu militaire, tilbage til sit fødeland. Forholdene her vare ikke gunstige for hans avancement, men ved et året efter hans hjemkomst udgivet fortjenstfuldt skrift om den lille krig tildrog han sig fornyet opmærksomhed i de hessiske kredse, således bl.a. hos prins Carl, der var dansk feltmarskal, og denne skaffede ham 1788 ansættelse i Danmark, hvortil hans skæbne og slægt fra nu af knyttedes.
Han udnævntes straks til oberstløjtnant og chef for det under oprettelse værende slesvigske jægerkorps og året efter tillige til chef for 2. slesvig-holstenske bataillon let infanteri, der dog kort efter nedlagdes. Ewald udfoldede i denne stilling en virksomhed og fik en betydning, der gik langt ud over det almindelige. Ved sine lærebøger, sine vækkende foredrag for befalingsmændene og frem for alt ved sit talent og sit indgående kendskab til faget gjorde han jægerkorpset til en mønsterafdeling for let infanteri, og han blev banebrydende i Danmark som skaberen af den spredte ordens taktik. Det lykkedes vel ikke Ewald at få gennemført, at alt fodfolket blev uddannet efter hans system, og i den lange fredsperiode, der indtrådte kort efter hans død, stagnerede udviklingen her som overalt, og lineartaktikkens stive former beholdt overhånd, men den raskhed og lethed, hvormed de danske jægerbataillonerne bevægede sig i krigen 1848-50, viste, at Ewalds ånd var levende i hæren.
I 1795 blev Ewald oberst, 1802 generalmajor. 1803, med hvilket år den mere pædagogiske side af hans virksomhed ligesom fandt en afslutning, blev der givet ham kommandoen over avantgarden af det korps, som kronprinsen ved franskmændenes erobring af Hannover sammendrog ved Ejderen, og i den så at sige permanente kejr, som den danske hær under vexlende forhold og former fra nu af dannede, var Ewald til sin død den selvskrevne fører for den del, der lå grænsen og fjenden nærmest. I 1806, under hævdelse af nevtraliteten, blev han med sit korps indviklet i kampene ved Lybek mellem de franske under Bernadotte og Murat og preusserne under Blücher og havde ved denne lejlighed et personligt sammenstød med den overmodige Murat.
I 1807, efter nederlaget ved Køge og Københavns kapitulation, sendtes han fra Holsten over til øerne for at råde bod på forvirringen; i 1808-09 dannede hans korps teten af hæren, der skulde gøre landgang i Skåne; i foråret 1809 gik han på ny til hertugdømmerne for at afværge et formodet engelsk angreb; dette udeblev dog, men i steden for gav friskarehøvdingen Schills tog kort efter Ewald lejlighed til en smuk våbendåd, i det han på eget ansvar i forening med den fransk-hollandske general Gratien trængte ind i det meklenborgske og 31. maj stormede og indtog Stralsund, hvor Schill faldt efter et tappert forsvar.
Ewald, hvem 1808 storkorset af Dannebrog var blevet tildelt, belønnedes af Frederik VI for den uforfærdethed og kyndighed som anfører, han havde lagt for dagen, med udnævnelse til generalløjtnant og hædredes med den hollandske unions og den franske æreslegions orden. Samme efterår udnævntes han til kommanderende general i Holsten med hovedkvarter i Kiel, og her forblev han indtil april 1812, da han stilledes i spidsen for den såkaldte "bevægelige armédivision", det 10 000 mand stærke hjælpekorps, som Frederik VI ydede sin allierede, Napoleon, ved dennes marche mod Rusland, og som underlagdes marechal Victor, den daværende højstbefalende i Nordtyskland. Inden krigsskuepladsen det følgende år forlagdes her til, så Ewald sig imidlertid på grund af sygdom nødsaget til at afgive kommandoen.